# Ero madagascariensis
Ero madagascariensis là một loài nhện trong họ Mimetidae.
Loài này thuộc chi Ero. Ero madagascariensis được miêu tả năm 1996 bởi Emerit.